# ミュージアムアフリカ
ミュージアム・アフリカ（英語: MuseuMAfricA）は、南アフリカ共和国ハウテン州ヨハネスブルグ市都市圏にある博物館。

## 歴史
博物館は1933年に設立。そのとき、ヨハネスブルグ公立図書館はジョンギャスパールガビンスから大量のアフリカの物質的文化と本を購入した。1930年代中頃から、博物館の範囲は、アフリカの文化歴史と物質的文化のすべての面を含むために広がった。
1994年に、アパルトヘイトの廃止と南アフリカの民主政体の制度の後、博物館は改装されて「ミュージアムアフリカ」へと名称を変更した。